# Haematopota cynthiae
Haematopota cynthiae är en tvåvingeart som beskrevs av Coher 1987. Haematopota cynthiae ingår i släktet Haematopota och familjen bromsar.
Artens utbredningsområde är Nepal. Inga underarter finns listade i Catalogue of Life.